# Eitelhans Langenmantel

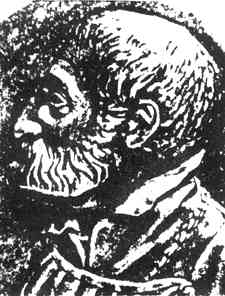
Albrecht Dürer: Eitelhans Langenmantel

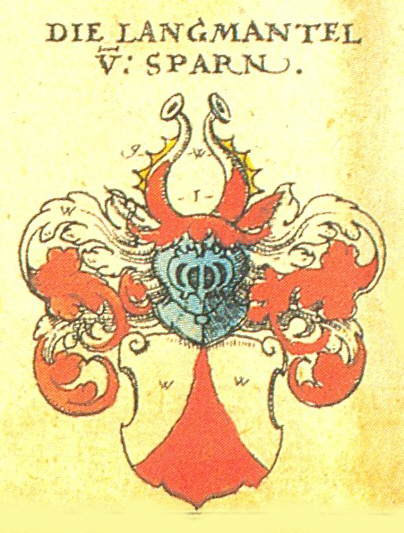
Wappen der Langenmantel vom Sparren

Eitelhans Langenmantel (* um 1480 in Leitershofen; † 11. Mai 1528 in Weißenhorn) war Angehöriger des später erloschenen Augsburger Patriziergeschlechts Langenmantel vom Sparren und ein Märtyrer der Täuferbewegung. Er darf nicht verwechselt werden mit dem jüngeren Eitel Hans Langenmantel, Sohn des Augsburger Bürgermeisters Hans Langenmantel, der nach einem ausschweifenden „Landsknechtsleben“ reumütig in seine Heimatstadt zurückkehrte. Eitelhans Langenmantel ist ein Vorfahre des dritten US-amerikanischen Präsidenten Thomas Jefferson.

## Leben
Über die Kindheit und Jugend Eitelhans Langenmantels ist nichts bekannt. Belegt ist seine 1501 geschlossene Ehe mit Katharina Wieland, die bereits sechs Jahre nach der Hochzeit verstarb. Aus dieser Ehe ging eine Tochter namens Anna hervor, die sich später mit Joachim Hechstetter verehelichte. Das Ehepaar gehört mütterlicherseits zu den Vorfahren des amerikanischen Präsidenten Thomas Jefferson. Dass Langenmantel vermögend war, geht aus den Steuerlisten der Stadt Augsburg hervor.
In seinen 1526 und 1527 erschienenen Schriften griff Langenmantel die Römisch-katholische Kirche und – im Ton erheblich schärfer – die noch junge lutherische Reformationsbewegung an. Er stellte sie als die „neuen Papisten“ vor; sie seien falsche Propheten, „inwendig reißende Wölfe“ und von der Geldgier noch stärker gefangen genommen als die „alten Papisten“. Im Zentrum seines Angriffs stand die Abendmahlslehre Martin Luthers, der er ein zwinglianisches, in manchen Zügen ein an Karlstadt erinnerndes Abendmahlsverständnis gegenüberstellte.
Durch die Herausgabe der Schriften und die darin enthaltenen Angriffe zog sich Langenmantel die Feindschaft der evangelischen Geistlichen zu. Im März 1527 wurde er gefangen gesetzt, allerdings bereits wenige Tage später – streng verwarnt – wieder in die Freiheit entlassen. Friedrich Roth vermutet aufgrund verschiedener Hinweise, dass Langenmantel kurz vor seiner Gefangennahme im März 1527 von Hans Hut die Taufe empfangen hat, diese Taufe aber den Behörden verborgen geblieben sei. Bereits die erste Schrift Langenmantels macht seine geistliche Beheimatung in täuferischen Kreisen wahrscheinlich, auch wenn er dort zur Tauffrage nicht ausdrücklich Stellung bezieht. Nach seiner Freilassung wirkte Langenmantel für wenige Monate innerhalb der Augsburger Täufergemeinde, ohne dort ein offizielles Amt zu bekleiden. Auch wird er nicht namentlich als Teilnehmer der so genannten Augsburger Märtyrersynode erwähnt, die vom 20. bis 24. August 1527 stattfand. Unbekannt ist ebenfalls, zu welcher der drei Augsburger Täufergemeinschaften Langenmantel gehörte. Als jedoch im September 1527 nach Abschluss der Märtyrersynode eine Verhaftungswelle gegen die Augsburger Täufer einsetzte, war auch Eitelhans Langenmantel unter den Gefangenen. Da er an einer schweren Fußerkrankung litt, wurde er unter strengster Bewachung mit dem Karren zur Verhandlung ins Augsburger Rathaus gebracht. Dort wurde er sowohl gütlichen als auch peinlichen Verhören unterzogen. Inwieweit er dabei standhaft geblieben ist, lässt sich nur vermuten. Die Tatsache, dass er Mitte Oktober 1527 nur der Stadt Augsburg verwiesen worden ist, spricht eher dagegen.
Langenmantel wechselte in der Folgezeit häufig seinen Wohnsitz. Zunächst ist er in Göggingen im Haus des Täufers Laux Lang zu finden, ab Januar 1528 in Langenneufnach bei Dinkelscherben. Auch hier war er vor den Reiterstaffeln des Schwäbischen Bundes nicht sicher, die in der gesamten Region zwischen Augsburg und Ulm nach den Täufern fahndeten. Über eine längere Zeit hielt er sich deshalb in einem Wirtshaus versteckt, das sich in den Wäldern westlich von Augsburg befand. Von dort führte ihn seine Flucht nach Leitershofen vor den Toren Augsburgs. Schließlich entschied er sich, trotz der an ihn ergangenen Ausweisung in die Reichsstadt zurückzukehren. Drei Wochen hielt er sich dort im Haus seines Bruders Bernhard versteckt, kehrte aber im April 1528 nach Leitershofen zurück. Hier wurde er von den Häschern des Schwäbischen Bundes verhaftet, mit acht weiteren gefangenen Täufern nach Weißenhorn verbracht und dort gemeinsam mit seinem Knecht und seiner Magd am 11. Mai 1528 hingerichtet. Während man Langenmantel und seinen Knecht enthauptete, wurde seine Magd ertränkt.

## Taufsukzession
Die Linie der Taufsukzession geht bei Eitelhans Langemantel (März 1527) über Hans Hut (Pfingsten 1526), Hans Denck (Frühjahr 1526), Balthasar Hubmaier (Ostern 1525), Wilhelm Reublin (Januar 1525), Jörg Blaurock (Januar 1525) auf Konrad Grebel (Januar 1525) zurück. Die in Klammern gesetzten Daten bezeichnen das jeweilige Taufdatum. Belege dazu finden sich in den Biographieartikeln der erwähnten Personen.

## Werke
Eitelhans Langenmantel ist Autor dreier Schriften zur Abendmahlsfrage. Sie wurden beim Augsburger Buchdrucker Philipp Ulhart gedruckt und herausgegeben. Ein weiteres Buch, das die Positionen der Täufer gegen Angriffe verteidigt, erschien 1527 ebenfalls in Augsburg und wird Langenmantel als Autor zugeschrieben.
Die wohl früheste noch erhaltene täuferische Predigt stammt von Eitelhans Langenmantel. Er hielt sie 1527. Biblische Textgrundlage seiner Predigt, in der er zur Buße und Lebensveränderung aufrief, war das Buch des Propheten Jeremia, Kapitel 7,3-4 sowie Kapitel 9,8.
- Diß ist ain anzayg: ainem meinen, etwann vertrawten gesellen über seine harte Widerpart, des Sacraments und anders betreffend E. H. L. (s. l. c. a.), 1526
- Ein kurzer Begryff Von Alten und Newen Papisten, auch von den rechten und waren Christen, 1526
- Ayn kurtzer anzayg, wie Do. Martin Luther ain zeyt hör hatt etliche schriften lassen außgeen vom Sacrament, die doch stracks wider ainander, wie wird dann sein und seiner anhenger Reich bestehen. Matthei 12. Eitelhans Langenmantel, 1527
- Ein Göttlich und gründlich offenbarung: von den wahrhafftigen Wiederteufern: mit Göttlicher warhait angezaigt, Augsburg 1527[18]